# Grady Jarrett
Grady Jarrett (Conyers, Georgia, 28 de abril de 1993) es un jugador profesional estadounidense de fútbol americano que se desempeña en la posición de defensive end en Atlanta Falcons, equipo de la National Football League (NFL).

## Carrera
Fue seleccionado en la quinta ronda en la Reunión Anual de Selección de Jugadores de la NFL de 2015. Hizo su debut profesional con el equipo Atlanta Falcons, donde lleva jugando nueve temporadas.